# Sint-Romboutskapittel
Het Sint-Romboutskapittel is een kathedraalkapittel, dat wordt voorgezeten door de aartsbisschop van Mechelen-Brussel. Ook noemt men het wel het Metropolitaan Kapittel van Mechelen Het kapittel zetelt in de Sint-Romboutskathedraal en heeft dus Sint-Rombout als patroonheilige.

## Geschiedenis en structuur
De oorsprong van het kapittel gaat terug tot de middeleeuwen, toen geestelijken prebenden kregen die zich verenigden rondom het graf van Sint-Rombout. Tijdens de napoleontische oorlogen werd het kapittel opgeheven, de kanunniken verloren hun prebenden en voorrechten. In 1803 erkende de paus opnieuw het kapittel, het werd opnieuw opgericht in de kathedraal.
De Belgische staat voorziet vandaag twee extra prebenden voor dit kapittel. Daarom waren er vroeger twaalf kanunniken in plaats van tien.

## Leden
- kanunnik Olivier Bonnewijn, Franstalige vicariaat vorming;[1]
- kanunnik Herman Cosijns, deken van de Onze-Lieve-Vrouwekerk te Laken, rector van de Heilig Hartbasiliek, bisschoppelijk vicaris van Brussel, directeur van het Interdiocesaan Centrum en secretaris-generaal van de Belgische Bisschoppenconferentie
- kanunnik Tony Frison;[1]
- kanunnik Etienne Heyse, vicaris;
- mgr. André Léonard, voormalig aartsbisschop van Mechelen;
- kanunnik Eric Mattheeuws;[1]
- kanunnik Raymond Van Schoubroeck, deken van de Sint-Michiels- en Sint-Goedelekathedraal te Brussel;
- kanunnik Kristof Struys, vicaris Nederlandstalige vicariaat vorming;
- kanunnik Luc Van Hilst, voormalig secretaris kardinaal Danneels, pastoor en rector van de basiliek van Scherpenheuvel
- kanunnik Steven Wielandts, rector van de basiliek van Hanswijk.[1]

## Overleden kanunniken
- Jan-Baptist Abbeloos, rector magnificus van de KU Leuven;
- Pierre-Joseph Aerts, eerste president van het Belgisch Pauselijk College;
- Pieter Jan Baptist De Herdt;
- Philippe-Joseph Boucquéau de Villeraie, ambtenaar, priester en lid van het Nationaal Congres;
- kardinaal Godfried Danneels, aartsbisschop van Mechelen;
- François Houtart, hoogleraar en socioloog;
- Raymond A.G. Lemaire, hoogleraar architectuur en monumentenzorg aan de universiteit van Leuven;
- Georges Lemaître, laureaat van de Francquiprijs;
- Eduard Luytgaerens, proost van de Belgische Boerenbond;
- Constant Pieraerts, rector magnificus van de KU Leuven;
- Jules Van Nuffel, directeur van het Interdiocesane Instituut voor Kerkmuziek te Mechelen;
- Armand Thiéry, priester, theoloog, filosoof, psycholoog, ingenieur-architect, advocaat en mecenas van de schone kunsten;
- Jules Vyverman, directeur van het Lemmensinstituut;
- Jules de Trannoy.